# Testour
Testour (arabe : تستور ) est une ville du Nord-Ouest de la Tunisie, située à 77 km au sud-ouest de Tunis.
Rattachée au gouvernorat de Béja, elle constitue une municipalité de 13 331 habitants en 2014 et constitue le chef-lieu d'une délégation.

## Histoire

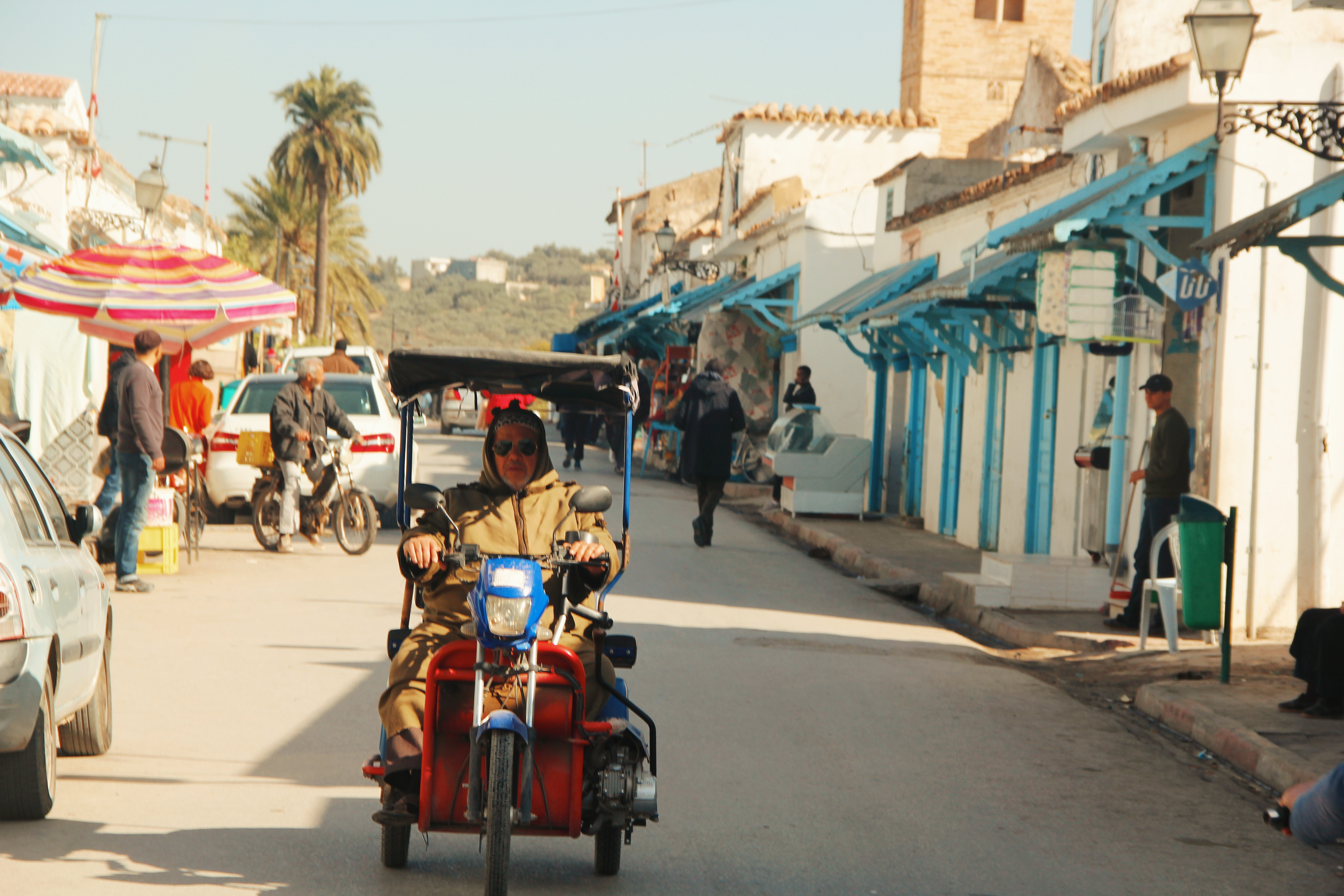
Tricycle dans une rue de Testour.

Elle est devenue l'une des grandes villes maures après la migration de ces derniers vers la Tunisie aux environs de 1580. Fondée principalement par des descendants d'Andalous des régions traversées par le Guadalquivir, elle est bâtie, au début du XVIIe siècle (vers 1609), sur la Medjerda en lieu et place du village romain de Tachilla. Sa Grande Mosquée bâtie durant le premier tiers du XVIIe siècle, probablement avant 1631, ses ruelles et ses maisons de plus de 400 ans en font l'une des villes les plus anciennes de Tunisie.

## Culture
La ville abrite un festival international de malouf et de musique arabe et traditionnelle à partir de 1967.
Le Festival de la grenade est initié à Testour en 2016, avec une première édition visant à promouvoir le potentiel économique du fruit dans la région. Il devient ensuite un rendez-vous annuel contribuant à la valorisation du patrimoine local.